# Oribotritia dipterocarpensis
Oribotritia dipterocarpensis är en kvalsterart som beskrevs av Niedbala, Corpuz-Raros och Gruèzo 2006. Oribotritia dipterocarpensis ingår i släktet Oribotritia och familjen Oribotritiidae. Inga underarter finns listade i Catalogue of Life.